# Лонгано
Лонгано, Лонґано (італ. Longano) — муніципалітет в Італії, у регіоні Молізе,  провінція Ізернія.
Лонгано розташоване на відстані близько 155 км на схід від Рима, 36 км на захід від Кампобассо, 10 км на південь від Ізернії.
Населення — 699 осіб (2014).

## Демографія
Населення за роками:

Станом на 1 січня 2023 року в муніципалітеті офіційно проживало 11 іноземців з 5 країн, серед них 2 громадяни країн Євросоюзу.

## Сусідні муніципалітети
- Кастельпіццуто
- Галло-Матезе
- Ізернія
- Монтеродуні
- Петторанелло-дель-Молізе
- Роккамандольфі
- Сант'Агапіто